# Dürnersdorf
Dürnersdorf ist ein Ortsteil der Gemeinde Altendorf im Oberpfälzer Landkreis Schwandorf, Bayern, und Mitglied der Verwaltungsgemeinschaft Nabburg.

## Geographie
Dürnersdorf liegt 4,5 Kilometer nordöstlich von Altendorf. Nördlich von Dürnersdorf entspringt der Dürnersbach in der Hummerlohe, fließt nach Süden und mündet nach ungefähr 2,6 Kilometern in die Murach. Südlich von Dürnersdorf erhebt sich der 510 Meter hohe Hasenbügel. Östlich von Dürnersdorf liegt ein ausgedehnter Granitsteinbruch, der seit 1993 von der Firma Georg Huber, Inh. Josef Rappl GmbH & Co. KG ausgebeutet wird.

## Geschichte
Die Endung des Namens Dürnersdorf -dorf deutet darauf hin, dass Dürnersdorf im Rahmen der bayerischen Landnahme im 9. bis 11. Jahrhundert entstanden ist.
Dürnersdorf (auch: Durnstorff, Durrnstorff, Durnstorf, Dürnsdorf, Dürnstorf, Dürensdorf, Dyrnersdorf, Dienerstorf, Dirnersdorf) wurde im Salbuch von 1413 mit Abgaben zu Walpurgis und Michaelis erwähnt. Im Salbuch von 1473 wurde Dürnersdorf mit Abgaben zu Walpurgis und Michaelis und mit einer Steuer von 1 Pfund, 1 Schilling und 10 Pfennig aufgeführt. Im Salbuch von 1513 wurde Dürnersdorf mit einem Geldzins an Walpurgis und Michaelis für einen Hof und einem jährlichen Jägergeld von 5 Höfen, 1 Lehen und 1 Öde verzeichnet. In der ersten für Fronhof erhaltenen Lehenurkunde aus dem Jahr 1524 wird ein Hof in Dürnersdorf als Lehen genannt, das Landgraf Johann von Leuchtenberg dem Sohn von Balthasar von Pertolzhofen verlieh.
Diepold III. von Vohburg gründete 1119 das Kloster Reichenbach am Regen und 1133 das Kloster Waldsassen. Im Registraturbuch des Klosters Reichenbach von 1565 wurde Dürnersdorf verzeichnet als zur Propstei Nabburg gehörig.
Im Amtsverzeichnis von 1596 erschien Dürnersdorf mit 4 ganzen Höfen und 2 Halbhöfen. Im Türkensteueranlagsbuch von 1606 waren für Dürnersdorf 5 Höfe, 2 Güter, 22 Ochsen, 13 Kühe, 12 Rinder, 5 Schweine, 78 Schafe, 12 Frischlinge und eine Steuer von 21 Gulden und 52½ Kreuzer eingetragen. Im Steuerbuch von 1630 wurde als zu Weidenthal gehörig in Dürnersdorf ein Gut mit 2 Ochsen, einer Kuh, 3 Rindern, 4 Frischlingen und einer Steuer von 1 Gulden 15¼ Kreuzer verzeichnet. Zusätzlich zu Fuchsberg 1 Hof, 4 Ochsen, 4 Kühe, 2 Rinder, 3 Kälber, 1 Schwein, 3 Frischlinge, 1 Bienenstock und eine Steuer von 3 Gulden 25¾ Kreuzer.
Während des Dreißigjährigen Krieges hatte Dürnersdorf in den Jahren 1500, 1523, 1583, 1631 jeweils 6 Untertanen, 1658 dann 5 Untertanen und 1712 7 Untertanen. Die Kriegsaufwendungen betrugen 530 Gulden.
Im Herdstättenbuch von 1721 erschien Dürnersdorf mit 6 Anwesen, 7 Häusern und 7 Feuerstätten. Zusätzlich zu Weidenthal 1 Anwesen, 1 Haus, 1 Feuerstätte. Zusätzlich zu Fuchsberg 1 Anwesen, 1 Haus, 1 Feuerstätte. Im Herdstättenbuch von 1762 erschien Dürnersdorf mit 7 Herdstätten, 1 Inwohner und einer Herdstätte im Hirtenhaus mit einem Inwohner. Zusätzlich zu Weidenthal 1 Herdstätte, kein Inwohner. Zusätzlich zu Kloster Reichenbach 1 Herdstätte, 1 Inwohner. Zusätzlich zu Fuchsberg 1 Herdstätte, kein Inwohner. 1792 hatte Dürnersdorf 7 hausgesessene Amtsuntertanen. 1808 gab es in Dürnersdorf 7 Anwesen, ein Hirtenhaus und einen Weber. Zusätzlich zu Weidenthal 1 Anwesen. Zusätzlich zu Fuchsberg 1 Anwesen.
1808 begann in Folge des Organischen Ediktes des Innenministers Maximilian von Montgelas in Bayern die Bildung von Gemeinden. Dabei wurde das Landgericht Nabburg zunächst in landgerichtliche Obmannschaften geteilt. Dürnersdorf kam zur Obmannschaft Altendorf. Zur Obmannschaft Altendorf gehörten: Altendorf, Fronhof, Schirmdorf, Dürnersdorf, Trossau, Siegelsdorf, Oberkonhof und Murglhof.
1811 wurden in Bayern Steuerdistrikte gebildet. Dabei wurde Dürnersdorf Steuerdistrikt. Der Steuerdistrikt Dürnersdorf bestand aus den Dörfern Dürnersdorf und Oberkonhof und dem zu Pertolzhofen gehörigen Hasenhölzl und dem Moo- und dem Fuchsenschlag. Er hatte 21 Häuser, 122 Seelen, 400 Morgen Äcker, 136 Morgen Wiesen, 36 Morgen Holz, 15 Morgen öde Gründe und Wege, 48 Ochsen, 36 Kühe, 50 Stück Jungvieh, 60 Schafe und 26 Schweine.
Schließlich wurde 1818 mit dem Zweiten Gemeindeedikt die übertriebene Zentralisierung weitgehend rückgängig gemacht und es wurden relativ selbständige Landgemeinden mit eigenem Vermögen gebildet, über das sie frei verfügen konnten. Hierbei entstand die Ruralgemeinde Dürnersdorf. Die Gemeinde Dürnersdorf bestand aus den Ortschaften Dürnersdorf mit 12 Familien, Oberkonhof mit 7 Familien, Trossau mit 8 Familien, Schirmdorf mit 10 Familien und Siegelsdorf mit 5 Familien. Im Grundsteuerkataster von 1842 erschien die Steuergemeinde Dürnersdorf mit 46 Hofgebäuden und 2951,60 Tagewerk Grund. 1972 wurde die Gemeinde Dürnersdorf in die Gemeinde Altendorf eingegliedert.
Dürnersdorf gehörte vom 18. bis zum 20. Jahrhundert zur Pfarrei Altendorf, Dekanat Nabburg.

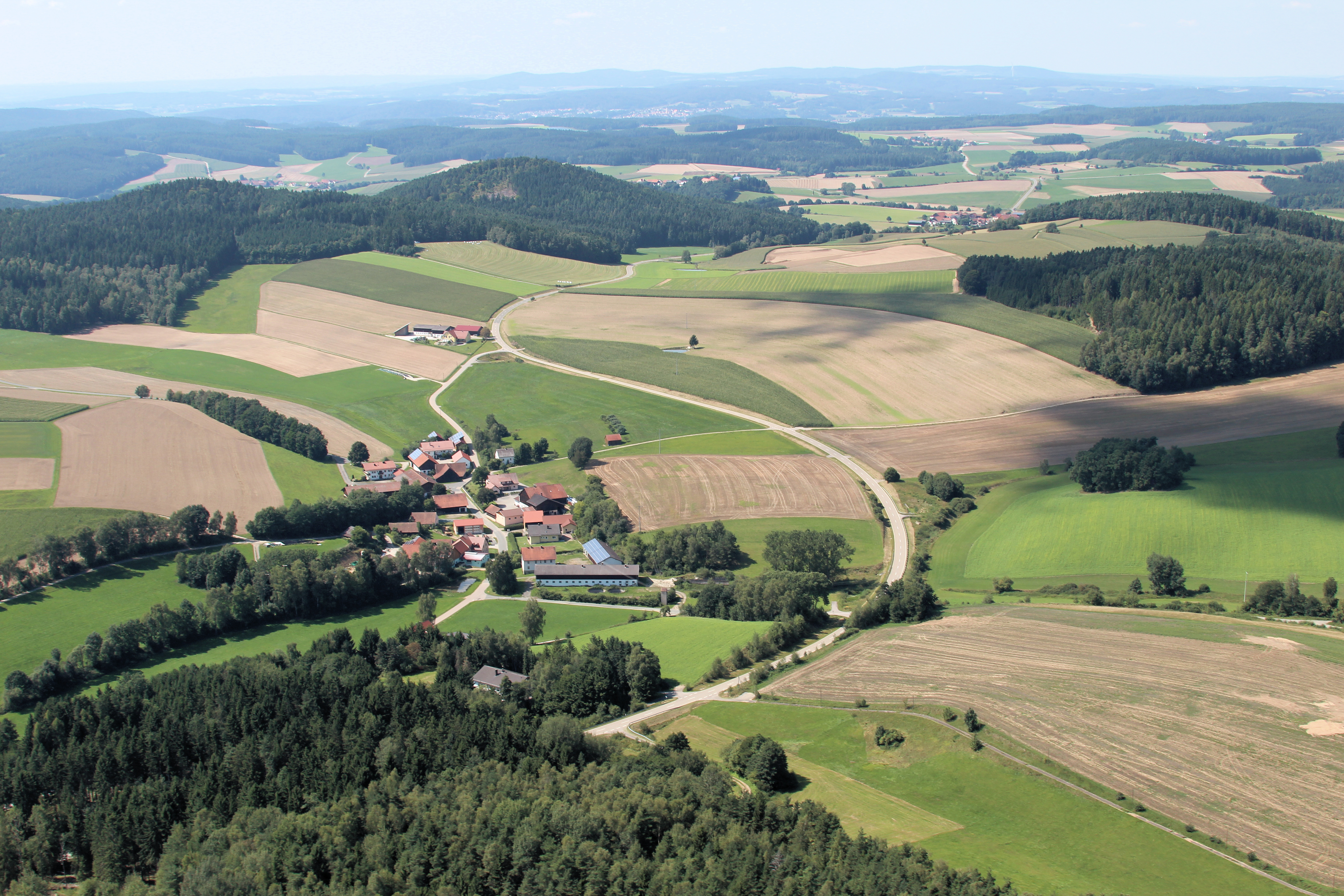
Dürnersdorf (2017)
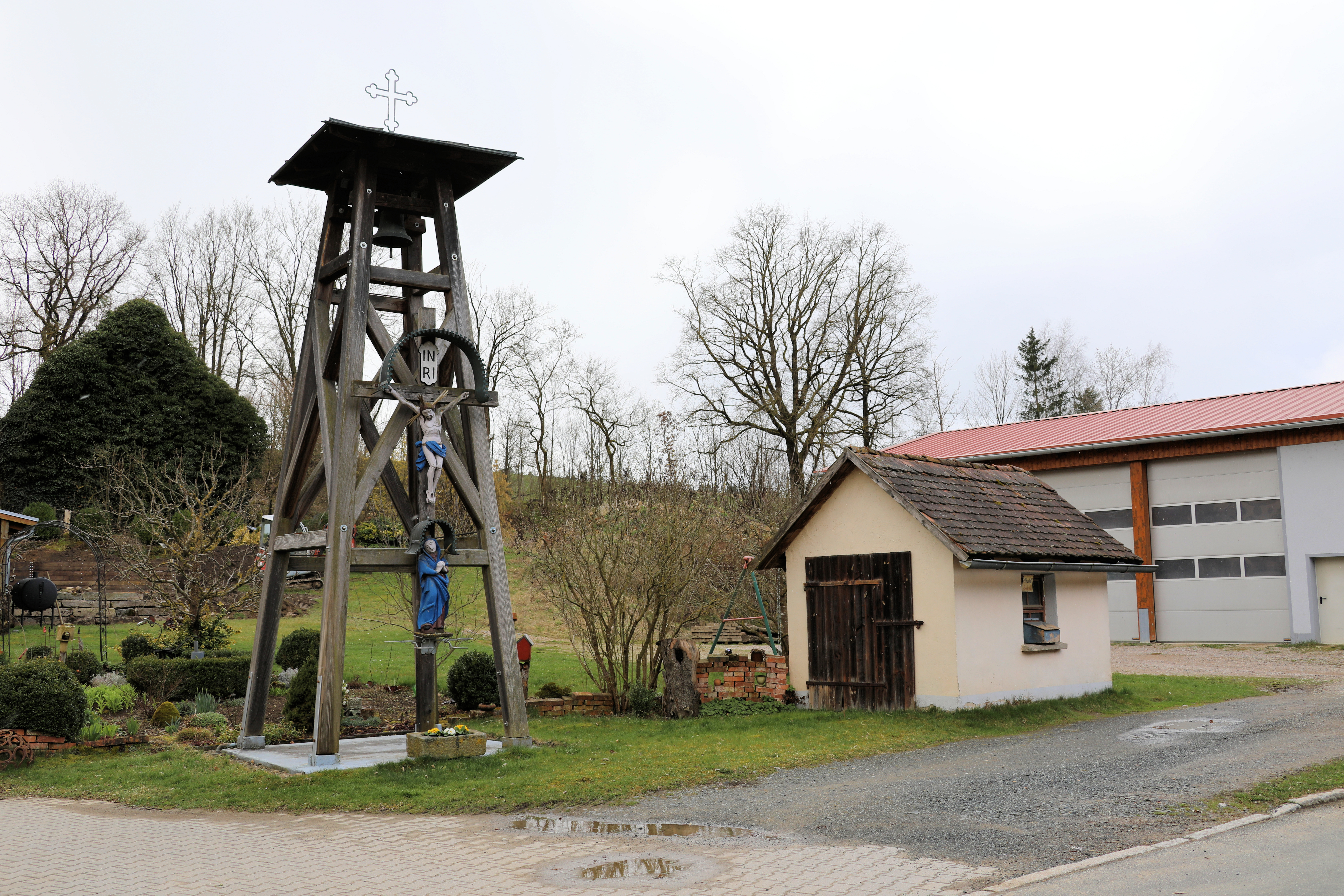
Dürnersdorf (2023)
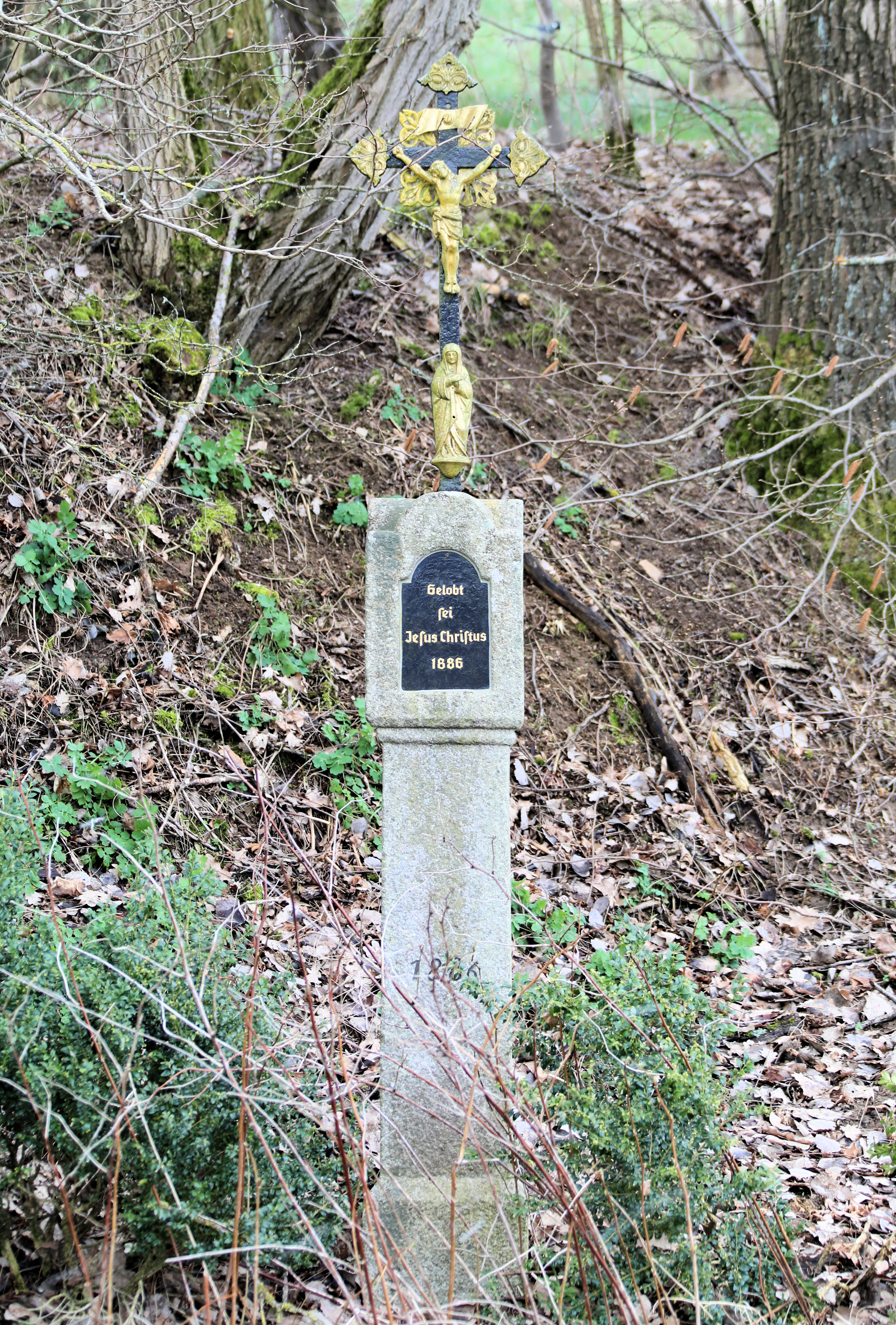
Marterl (2023)
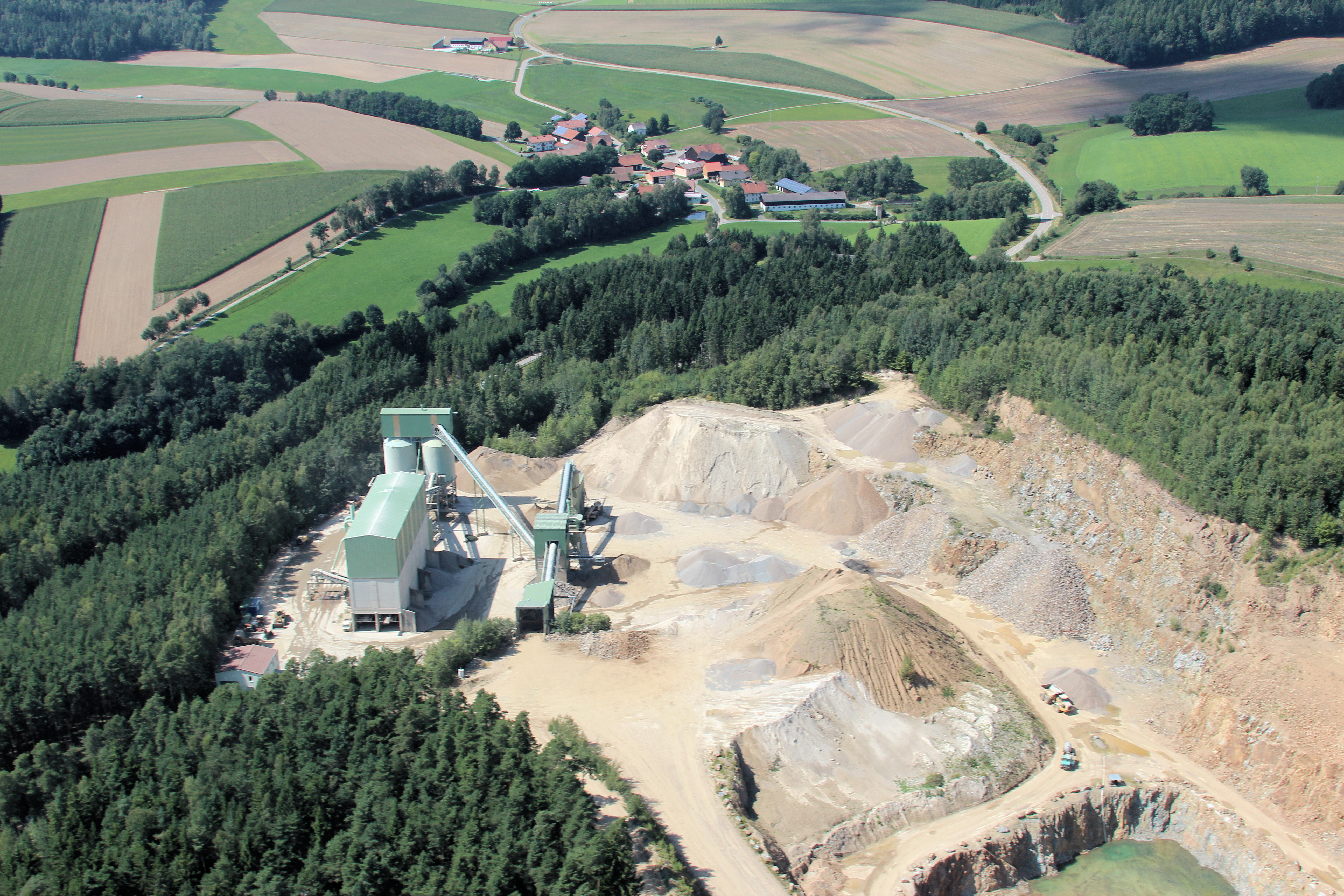
Steinbruch bei Dürnersdorf (2017)

## Einwohnerentwicklung ab 1818
| Jahr | Einwohner   | Gebäude |
| ---- | ----------- | ------- |
| 1818 | 12 Familien | k. A.   |
| 1828 | 74          | 13      |
| 1838 | 70          | 13      |
| 1864 | 81          | 53      |
| 1875 | 85          | 40      |
| 1885 | 103         | 13      |
| 1900 | 82          | 14      |
| 1913 | 70          | 13      |

| Jahr | Einwohner | Gebäude |
| ---- | --------- | ------- |
| 1925 | 82        | 11      |
| 1950 | 77        | 10      |
| 1961 | 56        | 11      |
| 1964 | 56        | 11      |
| 1970 | 67        | k. A.   |
| 1987 | 49        | 12      |
| 2011 | 35        | k. A.   |

## Tourismus
Am westlichen Ortsrand von Dürnersdorf führt der Fränkische Jakobsweg vorbei, der hier mit dem Karl-Krampol-Weg zusammenfällt.